# Interpolación
En el subcampo matemático del análisis numérico, se denomina interpolación a obtención de nuevos puntos partiendo del conocimiento de un conjunto de puntos.
En ingeniería y algunas ciencias es frecuente disponer de un cierto número de puntos obtenidos por muestreo o a partir de un experimento y pretender construir una función que los ajuste.
Otro problema estrechamente ligado con el de la interpolación es la aproximación de una función complicada por una más simple. Si tenemos una función cuyo cálculo resulta costoso, podemos partir de un cierto número de sus valores e interpolar dichos datos construyendo una función más simple. En general, por supuesto, no obtendremos los mismos valores evaluando la función obtenida que si evaluamos la función original, si bien dependiendo de las características del problema y del método de interpolación usado la ganancia en eficiencia puede compensar el error cometido.
En todo caso, se trata de, a partir de {\displaystyle n} parejas de puntos {\displaystyle (x_{k},y_{k})}, obtener una función {\displaystyle f} que verifique
{\displaystyle f(x_{k})=y_{k}{\mbox{ , }}k=1,\ldots ,n}
a la que se denomina función interpolante de dichos puntos. A los puntos {\displaystyle x_{k}} se les llama nodos. La interpolación polinómica es la más básica de los algoritmos de interpolación e incluye algunas de las formas de interpolación más utilizadas: la interpolación lineal, la interpolación por medio de spline o la interpolación polinómica de Hermite.

## Interpolación lineal

La línea azul representa la interpolación lineal entre los puntos rojos.

La interpolación lineal es una de las formas de interpolación más sencillas. En general, en la interpolación lineal se utilizan dos puntos, {\displaystyle (x_{a},y_{a})} y {\displaystyle (x_{b},y_{b})}, para obtener un valor {\displaystyle y} en un punto arbitrario {\displaystyle x} (ubicado entre {\displaystyle x_{a}} y {\displaystyle x_{b}}) a partir de la siguiente fórmula:
{\displaystyle y=y_{a}+(x-x_{a}){\frac {(y_{b}-y_{a})}{(x_{b}-x_{a})}}}
La interpolación lineal es rápida y sencilla, pero en ciertos casos no muy precisa.